# DI - Dansk industri

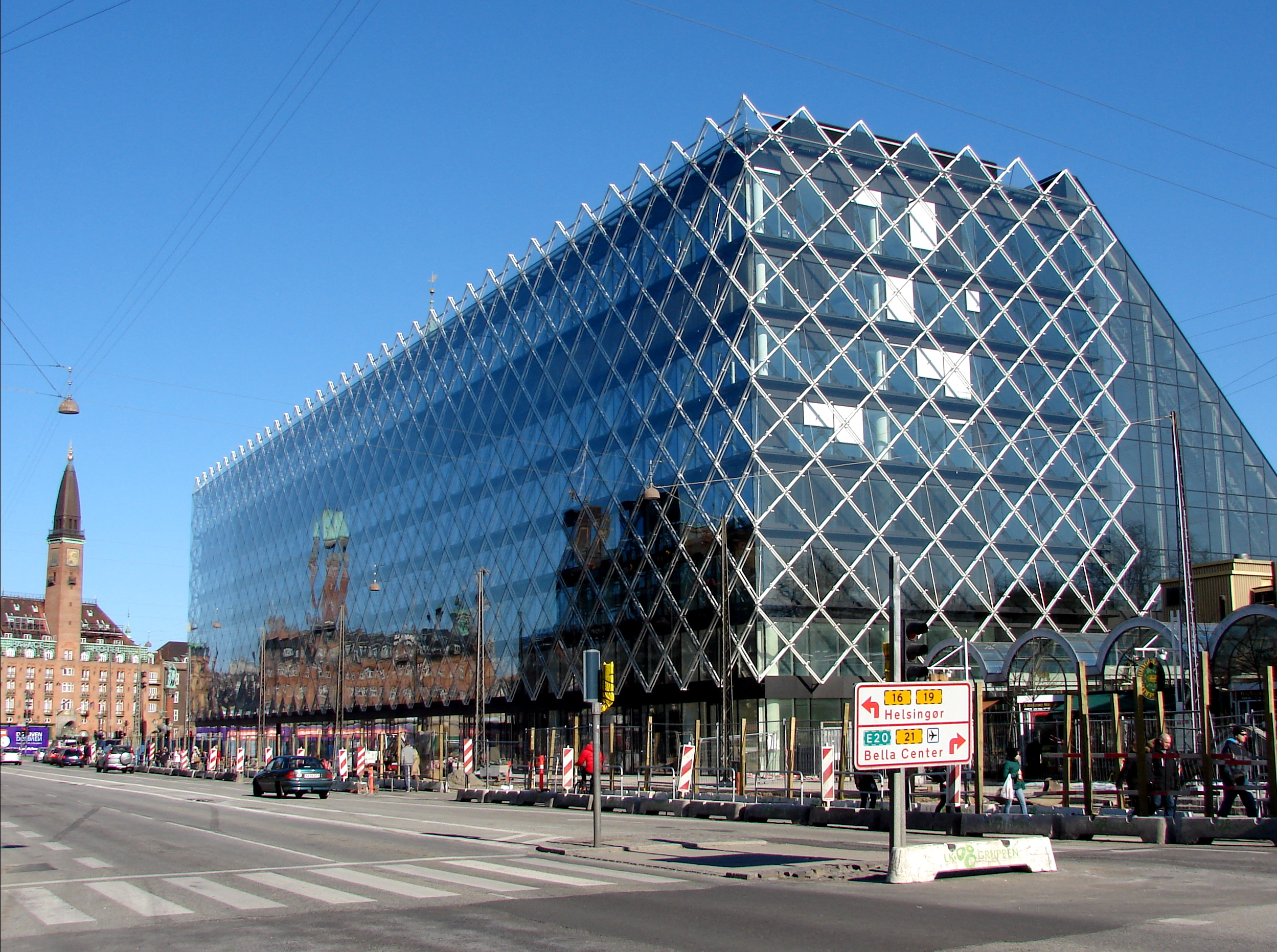
Industriens Hus ved Rådhuspladsen i København.

DI – Dansk industri (DI) är den största arbetsgivareorganisationen i Danmark. Den har omkring 100 medlemsföreningar. Organisationen representerar omkring 20 000 företag. Organisationen tar tillvara  medlemmernas intressen både politiskt och vid avtalsförhandlingar i Danmark och globalt. Namnet till trots har organisation många företag som arbetar med service ur olika aspekter. DI är medlem i Dansk arbejdsgiverforening. Organisationen har sitt huvudsäte i Industriens Hus vid Rådhuspladsen, Köpenhamn. Det har även fler andra kontor, både inom och utanför Danmark.   DI's översta organ er hovedbestyrelsen, vars medlemmar väljs på årsmötet. DI är uppdelat i 18 regionföreninger. DI har även nio branschorganisationer som samlar företag aktiva i samma bransch.
Som näringslivsorganisation bevakar DI medlemsföretagens politiska intressen och söker därför påverka de ramvillkor som företagen arbetar under. Som arbetsgivarförening ansvarar DI för avtal-förhandlingar, både nationellt och inom enskilda branscher. Kollektivavtalet mellan DI och CO-industri är det största på den privata arbetsmarknaden i Danmark och har traditionellt sett satt ramarna för de övriga förhandlingarna mellan arbetsgivare och löntagare. DI fungerar även som serviceorgan för medlemmarna, t.ex. med rådgivning i personaljuridik och kollektivavtalsfrågor.

## Historia
Organisationens historia går tillbaka till Industriforeningen, som grundades 1838. Det var en intresseförening, men inte en arbetsgivarorganisation, för de framväxande industrierna. Den utvecklade sig till en organisation för det "bättre borgarskapet" och avlöstes 1910 av Industrirådet som fungerade som en modern arbetsgivarorganisation. Samtidigt grundades olika arbetsgivarföreningar inom branschen. Den första var Foreningen af Fabrikanter i Jernindustrien i København 1885. År 1902 bildades Sammenslutningen af Arbejdsgivere inden for Jernindustrien i Danmark, som i början av 1980-talet bytte namn till Jernets Arbejdsgiverforening. Samtidigt samlades övriga industriområdena i organisationen Arbejdsgiverforeningen Industrifagene. De två organisationerna slogs 1 januari 1990 samman under namnet Industriens Arbejdsgivere.
Industrirådet och Industriens Arbejdsgivere gick samman 1992, en organisation som därigenom både ägnade sig åt politisk opinionsbildning och avtalsförhandlingar. De båda organisationerna hade sedan 1978 delat adress i Industriens Hus. Dansk Industri gick 1 maj 2008 samman med HTS Handel, Transport og Service (HTS-A). Den nya organisationen fick namnet DI. DI skulle inte uppfattas som en förkortning utan som namnet på organisationen. DI kunde dock fortsätta att använda namnet Dansk Industri, vilket ofta görs. Den 1 september 2020 gick Dansk byggeri med i organisationen.